# Aptitude
aptitude és un programa de consola per a la distribució Debian del sistema operatiu GNU/Linux que serveix per instal·lar i desinstal·lar tota mena de programes dels repositoris de Debian.
Té les mateixes funcions que la comanda Apt-get però la diferència és que aptitude un cop instal·la les dependències dels programes és capaç de desinstal·lar-les si es desinstal·la el programa.